# Gibberula decorfasciata
Gibberula decorfasciata is een slakkensoort uit de familie van de Cystiscidae. De wetenschappelijke naam van de soort is voor het eerst geldig gepubliceerd in 1997 door Rolán & Fernandes.